# اسلیم داستی
اسلیم داستی (انگلیسی: Slim Dusty; ۱۳ ژوئن ۱۹۲۷ – ۱۹ سپتامبر ۲۰۰۳) خواننده-ترانه‌نویس سبک کانتری اهل استرالیا بود. وی بین سال‌های ۱۹۴۵ تا ۲۰۰۳ میلادی فعالیت می‌کرد. او همسر جوی مک‌کین بود.